# Kombajn zbożowy oczesujący

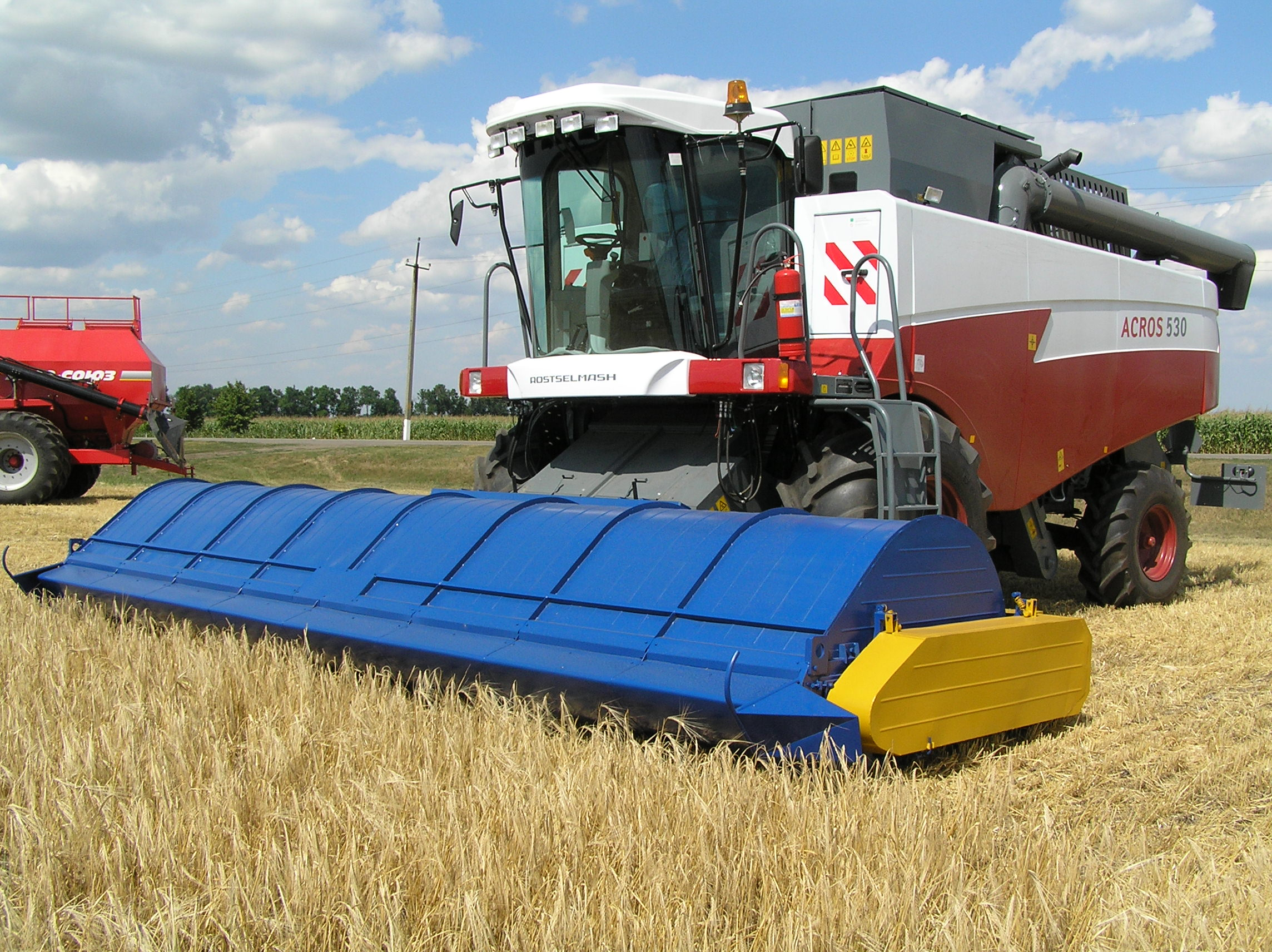
Kombajn z dwubębnowym, oczesującym zespołem żniwnym typu „Słowianka UAS”

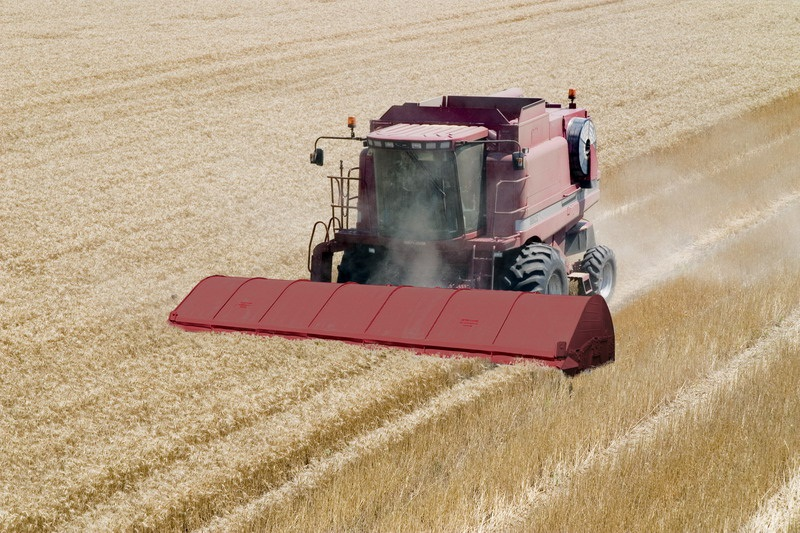
Kombajn z oczesującym zespołem żniwnym

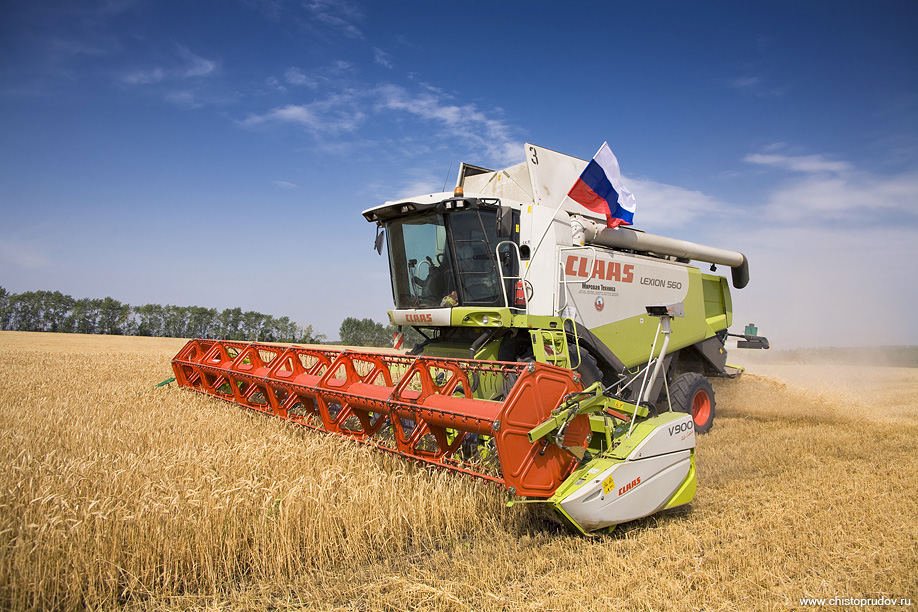
Kombajn z tradycyjnym zespołem żniwnym

Kombajn zbożowy oczesujący – kombajn przeznaczony do zbioru zbóż metodą oczesywania roślin na pniu. W odróżnieniu od kombajnu zbożowego maszyna ta zbiera ziarno poprzez zrywanie (oczesywanie) tylko kłosa bez ścinania źdźbła w jego dolnej części. Zbiór ziarna poprzez oczesywanie znany był już w I wieku naszej ery, ale później został zaniechany. Obecnie jest stosowany na niewielką skalę dzięki zastosowaniu specjalistycznych zespołów żniwnych w kombajnach zbożowych.

## Możliwości kombajnu z oczesującym zespołem żniwnym
Zbiór plonu jest końcowym etapem uprawy roślin. Należy go dokonać jak najszybciej po uzyskaniu przez ziarno stanu dojrzałości. Pozostawanie plonu na polu powoduje częściową, a niekiedy nawet całkowitą utratę jego wartości, w wyniku niekorzystnych warunków pogodowych, pożarów, bytowania zwierzyny. Szybkość zbioru zależy od przepustowości zespołu młócącego kombajnu. W procesie młócenia poprzedzonego koszeniem przez kombajn przechodzi znaczna ilość słomy ograniczająca szybkość ruchu pojazdu. Kombajn oczesujący zostawia większość słomy na polu, a w zebranej masie ziarno stanowi 80%, czyli dwa razy więcej niż przy zbiorze tradycyjnym. Ta cecha umożliwia dwukrotne zwiększenie prędkości roboczej kombajnu, co skraca czas zbioru. Oczesywanie zmniejsza także straty ziarna powstające w trakcie nagarniania w koszącym zespole żniwnym.
W czasie tradycyjnego zbioru określona ilość energii – a więc i paliwa zastosowanego w kombajnie – zużywana jest na cięcie źdźbeł roślin, transportowanie, deformowanie podczas omłotu i rozdzielanie. Technologia oczesywania pozwala zmniejszyć zużycie paliwa o 35–40%. Do podstawowych zalet kombajnu oczesującego należą:
- zbiór zboża mającego wilgotność ponad 20%, co jest prawie niemożliwe przy użyciu kombajnu tradycyjnego,
- zbiór z minimalną stratą zboża wyległego i poplątanego,
- zbiór z pól zachwaszczonych niskimi chwastami,
- możliwość stosowania w technologiach uprawy roślin, gdzie resztki pożniwne zostają na polu,
- zatrzymywanie śniegu na polu przez pozostające części roślin w terenach suchych[3].

## Historia kombajnu oczesującego
Historyczny rozwój kombajnu oczesującego ma przerywany i wieloetapowy charakter. W pewnych okresach historycznych pojawiała się jako środek realizacji palących potrzeb społeczeństwa, a potem szła w niepamięć, żeby się odrodzić znów po wiekach. W ciągu tego czasu została opracowana wielka ilość żniwiarek oczesujących, wytworzona i wypróbowana przez wynalazców, jednak tylko nieliczne zostały wdrożone do produkcji i zastosowane w rolnictwie. 

### Żniwiarka galijska

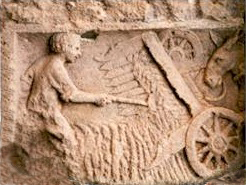
Płaskorzeźba żniwiarki galijskiej

Pierwsze wzmianki o sposobach zbierania wyłącznie kłosów zbóż za pomocą prymitywnej maszyny znajduje się w Historii naturalnej Pliniusza Starszego, napisanej dla cesarza rzymskiego Tytusa Flawiusza. Autor opisał prymitywne maszyny stosowane w wielkich majątkach Galii jako wydajniejsze od ręcznej pracy. Dokładniejszy opis tych maszyn znalazł się w Traktacie o rolnictwie IV-wiecznego pisarza Palladiusza. Ze słów Palladiusza wynikało, że urządzenie to miało postać dwukołowego wozu z ukośnie umocowanym z przodu grzebieniem. Do wozu zaprzęgano wołu lub osła. Obok skrzyni szedł człowiek z narzędziem w kształcie litery T (długi kij z poprzecznie osadzonym na końcu jeszcze jednym, mniejszym). Podczas ruchu maszyny po polu grzebień wcinał się w źdźbła na wysokości kwiatostanów, a człowiek za pomocą narzędzia "rozczesywał" kłosy tak, żeby dotykały grzebienia, obłamywały się i spadały do skrzyni. Źdźbła pozostawały nietknięte na polu. Taka żniwiarka była wydajniejsza od ręcznego zbioru sierpami, bo pozwalała na zwiększenie szerokości koszenia i szybkości ruchu.
Realizacja głównego zadania maszyn oczesujących, tj. oddzielanie kłosów od źdźbła była możliwa dzięki grzebieniowi i aktywnemu narzędziu w kształcie litery T. Takie urządzenie mogło zbierać tylko zboża kłosowe, których kwiatostany znajdują się na końcu długich łodyg. Nie wiadomo, jak długo taka maszyna była stosowana w Galii, ale biorąc pod uwagę to, że Pliniusz Starszy wspomina o niej w drugiej połowie I wieku, a Palladiusz potwierdza jej istnienie w pierwszej połowie IV wieku, przypuszczalnie żniwiarka galijska była stosowana nie mniej niż 250 lat. Po upadku Cesarstwa Rzymskiego znikły wielkie majątki i żniwiarki stały się zbędne.

### Australijskie żniwiarki oczesujące

#### Żniwiarka Ridleya

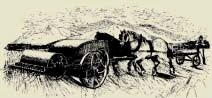
Żniwiarka Jona Ridleya

Rozwój żniwiarek oczesujących rozpoczął się w połowie XIX wieku, w okresie kolonizacji angielskiej w Australii. Dla kolonistów wielki problem stanowił suchy klimat Australii, ponieważ zboże do momentu zbiorów przesychało i stawało się łamliwe, co powodowało straty podczas koszenia. Ten problem został rozwiązany w roku 1843 przez Johna Ridleya, który udoskonalił żniwiarkę galijską i przystosował do warunków klimatycznych Australii. Unowocześnienia Ridleya polegały na tym, że czterokołowy wóz był kierowany za pomocą tylnych kół. Maszynę poruszały zaprzęgnięte z tyłu konie. Z przodu, na skrzyni był przymocowany grzebień, nad którym znajdował się bęben łopatkowy, obracany wskutek ruchu kół żniwiarki. Rozmiar szczeliny pomiędzy zębami grzebienia był dostosowany do rozmiaru źdźbła. Żniwiarka była obsługiwana przez jedną osobę. Podobnie jak w żniwiarce galijskiej grzebień wcinał się w źdźbła na poziomie kwiatostanów. Kłosy obłamywał nie człowiek, lecz przedni bęben, który za pomocą łopatek podczas obracania się częściowo wymłócał ziarno i transportował je do kosza. Dzięki udoskonaleniu kierowania żniwiarką i mechanizacji omłotu zboża żniwiarka oczesująca  Johna Ridleya w ciągu jednego dnia roboczego mogła uprzątać 4 ha, co było porównywalne do nakładu pracy 10 kosiarzy w tym samym przedziale czasowym i przestrzennym. Żniwiarka Ridleya była stosowana tylko do zbioru zbożowych (kłosowych) roślin. Liderem w produkcji tego typu żniwiarek była kompania Josepha Mellora, która w ciągu kilku lat wyprodukowała ponad 3 tys. maszyn.

#### Żniwiarka Morrowa i McKaya

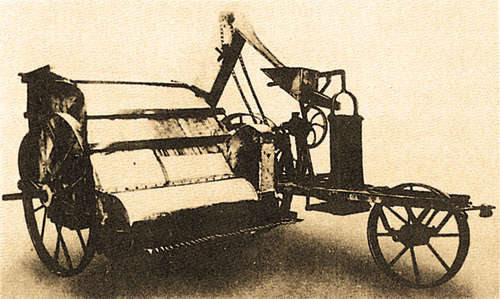
Kombajn Viktora McKaya

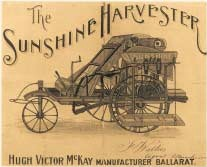
Słoneczny kombajn Victora McKaya

Kolejnym etapem rozwoju było dodanie żniwiarce oczesującej nowych funkcji: omłotu oczesanych kłosów, oczyszczania ziarna od plew i słomy, nasypywania oczyszczonych ziaren do worków i wyładowywania worków z ziarnem podczas ruchu maszyny. Unowocześnienia te wprowadzili James Morrow i H. Victor McKay, którzy odpowiednio w latach 1883 i 1884  zaprezentowali własne żniwiarki oczesujące. Ich żniwiarka była trzykołową maszyną ciągniętą przez konie zaprzęgnięte z przodu po lewej stronie. Kombajn prowadziło dwóch operatorów: jeden kierował ruchem, drugi wsypywał ziarno do worków. W ciągu jednego dnia roboczego kombajn mógł uprzątnąć 40 hektarów. Ten typ żniwiarki oczesującej do dziś przoduje pod względem minimalnych strat energii na tonę zebranego plonu.
W 1895 roku H. Victor McKay założył kompanię „Sunshine Harvester”, w której ciągle doskonalił swój kombajn. W 1916 roku, dzięki ulepszeniom Hadleya Shepherda, kompania zaczęła produkować nowe kombajny oczesujące, w których pod grzebieniem umieszczono aparat tnący, a masę oczesaną transportowano podajnikiem. Takie konstrukcyjne właściwości rozszerzały możliwości żniwiarki, pozwalając na zbiór wilgotnego i wyległego zboża. Po zmianie właściciela w 1950 roku kompania wstrzymała produkowanie kombajnów oczesujących pod marką handlową „Sunshine”, a sześć lat później wycofała je z produkcji.

### Rosyjskie żniwiarki oczesujące
W 1868 roku agronom Andriej Własienko z guberni twerskiej zaprezentował maszynę rolniczą „Konna żniwiarka do zbioru zboża na pniu”, która stanowiła połączenie kosiarki, urządzeń transportujących i młocarni. Maszynę ciągnęły dwa konie, prowadzone przez jednego furmana. Ze słów Własienki ta maszyna zastępowała pracę 20 kosiarzy i była osiem razy wydajniejsza od amerykańskiej żniwiarki McCormika. Podobną maszynę w guberni samarskiej stworzył M. Gumilin, który wykorzystał doświadczenia Własienki. Żadnej z tych maszyn nie zaczęto produkować na większą skalę. W 1869 roku Własienko opatentował swój wynalazek. W sprawie masowej produkcji jego maszyny interweniowali u władz uczeni i rolnicy, jednak minister rolnictwa nie przychylił się do ich prośby.

### Współczesne żniwiarki oczesujące
W drugiej połowie XX wieku wznowiono prace nad polepszeniem metod zbioru za pomocą żniwiarek oczesujących, które według naukowca Leonida Pogoriełowa powinny zastąpić tradycyjne kombajny.
Pierwowzorem współczesnych żniwiarek oczesujących była prawdopodobnie maszyna Amerykanina K. Baldwina. W odróżnieniu od starszych rozwiązań nowa żniwiarka oczesująca miała aktywne robocze narzędzie wykonane w kształcie bębna cylindrycznego (wirnika), wzdłuż którego brzegów zamocowano rzędy grzebieni. Podczas obracania się bębna grzebienie zanurzały się w źdźbła i oczesywały ziarnową część plonu. Kłosy nie były obłamywane, jak dotąd, tylko młócone. Maszyna była dostosowana do zbiorów wilgotnego i wyległego zboża oraz sprzątania z pól zachwaszczonych. Produkcję tego typu żniwiarek oczesujących w ostatniej dekadzie XX wieku rozpoczęła kompania „Shelbourn Reynolds” (Wielka Brytania).
Niezależnie od Anglików do podobnego rozwiązania na początku lat 80. XX wieku doszedł kierownik laboratorium maszyn żniwiarskich Instytutu Mechanizacji Rolnictwa w Melitopolu (obecnie Tawrijski Państwowy Agrotechnologiczny Uniwersytet), doktor nauk technicznych Petro Szabanow, twórca dwubębnowych maszyn.

## Działanie współczesnych kombajnów oczesujących
Kombajny oczesujące dzielą się na jednobębnowe i dwubębnowe. Dwubębnowy kombajn składa się z bębna oczesującego, przedniego bębna-odrzutnika, podajnika i nieruchomego płaszcza odbijającego. Po wprawieniu maszyny w ruch źdźbła roślin odchylane są za pomocą płaszcza. Pod wpływem wsysającego strumienia powietrza, wytwarzanego przez bęben oczesujący i bęben-odrzutnik, kłosy trafiają do zespołu młócącego. Młócenie odbywa się za pomocą znajdujących się na powierzchni bębnów grzebieni z prostokątnymi zębami. Omłócone zboże transportowane jest do podajnika, a następnie do pochylonej komory kombajnu. Jednobębnowe kombajny są pod względem konstrukcyjnym prostsze; zawierają bęben oczesujący (rotor), zespół żniwny, stabilizujący tarczę i podajnik. Działanie bębna oczesującego i transportowanie omłóconej masy wygląda podobnie jak przy użyciu kombajnu dwubębnowego.
Badania porównawcze kombajnów jedno- („Shelboure”) i dwubębnowych (MON-4), przeprowadzone w 1980 roku na Krymie podczas zbioru ryżu, na Kubaniu przy zbiorze pszenicy i na zachodzie Rosji w czasie zbioru jęczmienia, wykazały, że straty plonu w przypadku użycia maszyny dwubębnowej są o 1,5% mniejsze.

## Ograniczenia
Kombajny oczesujące są przeznaczone do zbioru zbóż oraz niektórych gatunków nasienników. Zbiór bobowatych w tej technologii jest niemożliwy ze względu na rozmieszczenie strąków na łodydze. Nie mogą być użyte do zbioru dwuetapowego, przez co nie mogą być stosowane do roślin wymagających podsuszenia po skoszeniu. Przy ich odpowiedniej eksploatacji straty ziarna nie przekraczają 1%, ale mogą być większe w przypadku zbiorów opóźnionych, gdy ziarno nie trzyma się już w kłosie i osypuje się, oraz w łanie o dużej różnicy w wysokości kwiatostanów. Niezalecane jest stosowanie kombajnów oczesujących na zakamienionych polach, a także przy zbiorze wyległego zboża.